# Carl von Zedlitz-Trützschler

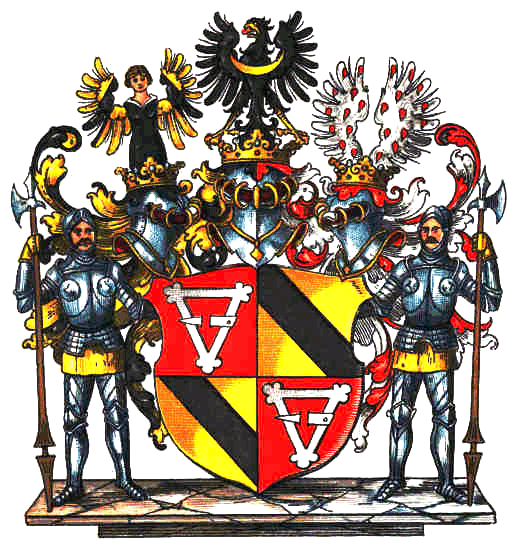
Wappen der Grafen von Zedlitz und Trützschler

Carl Eduard Graf von Zedlitz genannt Trützschler von Falkenstein (* 26. März 1800 in Altenburg; † 26. Dezember 1880 in Schwentnig, Kreis Nimptsch) war ein preußischer Verwaltungsbeamter, Landrat und Regierungspräsident sowie Ritter des Johanniterordens.

## Leben

### Herkunft
Seine Eltern waren Gottlieb Julius Graf von Zedlitz und Trützschler (* 31. Mai 1775; † 2. Januar 1838) und dessen Ehefrau Ernestine, geborene von Trützschler (* 18. November 1779; † 5. Mai 1862). Sein Vater wurde am 22. Februar 1810 durch den preußischen König Friedrich Wilhelm III. unter dem Namen von Zedlitz und Trützschler in den Grafenstand erhoben worden.

### Werdegang
Zedlitz und Trützschler wirkte 1825/44 im Kreis Oberbarnim als Landrat und vom 1855/68 im Regierungsbezirk Liegnitz als Regierungspräsident. sowie Kurator der dortigen Ritterakademie.
Er war Nutznießer des Fideikommisses Schwentnig im Kreis Nimptsch und Nieder-Großenbohrau im Kreis Freystadt i. Niederschles.

### Familie
Er heiratete am 7. Oktober 1825 in Altenburg Ulrike Freiin von Vernezobre de Laurieux (* 24. Dezember 1803; † 9. Juni 1843). Das Paar hatte mehrere Kinder:
- Ernestine Ulrike Elisabeth (* 4. August 1826; † 1915), Pröbstin des Magdalenenstifts in Altenburg
- Karl Adolf Oswalt (* 28. April 1828; † 17. April 1860), Kreisrichter ⚭ Julie Elisabeth Valerie Gräfin von Zedlitz und Trützschler (* 3. September 1832; † 29. Oktober 1871). Sie heiratete nach seinem Tod am 30. März 1864 Georg Ludwig Graf von Stosch auf Manze.
- Hedwig Ferdinande Gabriele (* 25. April 1830; † als Kind)
- Karl Friedrich Wilhelm Constantin (* 20. Januar 1833; † 1. Februar 1888), Rittmeister a. D. ⚭ Helene von Rohr (* 21. Januar 1839; † 30. März 1878), Eltern von Otto Eduard Graf von Zedlitz und Trützschler
- Karl Eduard Robert (1837–1914), Wirklicher Geheimer Rat und Staatsminister ⚭ 1862 Agnes Emilie von Rohr (* 25. März 1840; † 16. Dezember 1928)

Nach dem Tod seiner ersten Frau heiratete er am 15. März 1846 Charlotte Friederike Franziska von Wentzky und Petersheyde (* 5. September 1800; † 18. Mai 1888), Witwe des Majors Ernst von Studnitz (1791–1834).